# Epyrinae
Sous-famille
Les Epyrinae sont une sous-famille d'insectes hyménoptères de la famille des Bethylidae.

## Liste des tribus et genres
- Cephalonomiini
  - Acephalonomia Strejcek, 1990
  - Cephalonomia Westwood, 1833
  - Islaelius Richards, 1952
  - Plastanoxus Kieffer, 1905
  - Prorops Waterston, 1923
- Epyrini Kieffer, 1914
  - Anisepyris Kieffer, 1905
  - Aspidepyris Evans, 1964
  - Bakeriella Kieffer, 1910
  - Calyozina Enderiein, 1912
  - Disepyris Kieffer, 1905
  - Epyris Westwood, 1832
  - Holepyris Kieffer, 1905
  - Isobrachium Förster, 1856
  - Laelius Ashmead, 1893
  - Leptepyris Kieffer, 1914
  - Melanepyris Kieffer, 1913
  - Neodisepyris Kurian, 1955
  - Neurepyris Kieffer, 1905
  - Planepyris Kieffer, 1905
  - Pristepyris Kieffer, 1905
  - Prolaelius Kieffer, 1905
  - Rhabdepyris Kieffer, 1904
  - Trachepyris Kieffer, 1905
  - Triglenus Marshall, 1905
  - Trissepyris Kieffer, 1905
  - Xenepyris Kieffer, 1913
- Sclerodermini Kieffer, 1914
  - Allobethylus Kieffer, 1905
  - Alongatepyris Azevedo, 1992
  - Ateleopterus Förster, 1856
  - Bethylopsis Fouts, 1939
  - Chilepyris Evans, 1964
  - Disclerderma Kieffer, 1904
  - Glenosema Kieffer, 1905
  - Lepidosternopsis Ogloblin, 1954
  - Scaphepyris Kieffer, 1905
  - Sclerodermus Latreille, 1809
  - Thlastepyris Evans, 1973